# Iàssenovka
Iàssenovka (en rus: Ясеновка) és un poble (un possiólok) de l'óblast de Saràtov, a Rússia, segons el cens del 2015 tenia 11 habitants. Pertany al districte municipal d'Engels.